# NGC 5933
NGC 5933 је лентикуларна галаксија у сазвежђу Волар која се налази на NGC листи објеката дубоког неба.
Деклинација објекта је + 48° 36' 50" а ректасцензија 15h 27m 1,5s. Привидна величина (магнитуда) објекта NGC 5933 износи 14,8 а фотографска магнитуда 15,8. NGC 5933 је још познат и под ознакама MCG 8-28-34, CGCG 249-24, NPM1G +48.0295, PGC 55117.